# Hemigobius hoevenii
Hemigobius hoevenii es una especie de peces de la familia de los Gobiidae en el orden de los Perciformes.

## Morfología
- Número de  vértebras: 26-27.[1][2]

## Hábitat
Es un pez de clima tropical y demersal. 

## Distribución geográfica
Se encuentra en el Pacífico occidental: Tailandia, Hong Kong, Malasia, Singapur, las Filipinas, Borneo, Nueva Guinea y el norte de Australia.

## Observaciones
Es inofensivo para los humanos. 